# فندق شاطئ روتانا
شاطئ روتانا هو فندق كبير يقع في أبوظبي، الإمارات. والفندق عضو في الفنادق الرائدة في العالم وجزء من سلسلة فنادق روتانا. وهو مجمع فندقي مكون من جناحين يقع في منطقة النادي السياحي بأبوظبي. ويحوي جناح الشاطئ سبعة أدوار التي تحوي 286 غرف و أجنحة، بينما جناح البرج يحوي 20 دوراً ويشمل 128 غرف وأجنحة. وتم افتتاح جناح الشاطئ في عام 1993م، والجناح البرج في عام 2002م. ويشمل الفندق 11 مطعم وحانات، منتجع صحي، و نادي الشاطئ الذي يمتد نحو 120 متر، وبركتا سباحة، و صالة الرياضة. ويقع الفندق بالقرب من مركز أبو ظبي، وهو مربوط بمدخل داخلي به.